# Boronkay Sándor
Boronkay Sándor (Csongrád, 1913. április 15. – Budapest, 2002, december 22.) magyar filmvágó.

## Élete
Boronkay Sándor 1913. április 15-én született Csongrádon. 1941–42-ben három, majd 1954–1974 között mintegy 33 játékfilmet vágott meg, köztük nagyon híreseket is (Liliomfi, Ház a sziklák alatt, Hattyúdal, A tanú, Makra).
2002. december 22-én Budapesten hunyt el, nyolcvankilenc éves korában.

## Filmjei
- Három csengő (1941)
- Leányvásár (1941) (rend.assz. is)
- A kétezer pengős férfi (1942)
- Simon Menyhért születése (1954)
- Liliomfi (1954)
- Egy pikoló világos (1955)
- Mese a 12 találatról (1956)
- Ház a sziklák alatt (1958)
- Vörös tinta (1959)
- Virrad (1960)
- Rangon alul (1960)
- Pesti háztetők (1961)
- Mindenki ártatlan? (1961)
- Legenda a vonaton (1962)
- Esős vasárnap (1962)
- Dani (1962)
- Nyáron egyszerű (1963)
- Hattyúdal (1963)
- Özvegy menyasszonyok (1964)
- Ha egyszer 20 év múlva… (1964)
- Szerelmes biciklisták (1965)
- Tilos a szerelem! (1965)
- Sok hűség semmiért (1966)
- Nyár a hegyen (1967)
- Az özvegy és a százados (1967)
- Fejlövés (1968)
- Hazai pálya (1968)
- Krebsz, az Isten (1969)
- A varázsló (mesefilm, 1969)
- A tanú cenzúrázatlan (108 p.)
  - A tanu (cenz. 103 perc, 1969)
- Kitörés (1970)
- Jelenidő (1971)
- Hahó, Öcsi! (1971)
- Makra (1972)
- Egy srác fehér lovon (1973)
- Szikrázó lányok (1974)